# FC Gintra
FC Gintra ist ein litauischer Frauenfußballverein aus Šiauliai. Der Verein spielt in der A Lyga und hat seit 2005 alle Meisterschaften gewonnen. Dadurch qualifiziert sich der Verein regelmäßig für den ehemaligen UEFA Women’s Cup und die UEFA Women’s Champions League.

## Geschichte
Die Hockey-Clubs „Gintra“ Šiauliai und HFTC Šiauliai bildeten 1999 eine gemeinsame Fußballmannschaft, in der nur Hockeyspielerinnen spielten. 1999 wurde die Mannschaft litauischer Fußball-Meister. Später gab es einzelne Sponsoren der Hockey- und Fußballmannschaften, und es entstanden einzelne Clubs. Ende 2002 unterschrieb der Club einen Zusammenarbeitsvertrag mit der Universität Šiauliai. Die Mannschaft heißt seit 2003 „Gintra-Universitetas“.

## Platzierungen (seit 1999)
Einzelnachweise:
| Saisons | Div. | Liga                   | Platz | @      |
| ------- | ---- | ---------------------- | ----- | ------ |
| 1999    | 1.   | A Lyga (Frauenfußball) | 1.    | [ 3 ]  |
| 2000    | 1.   | A Lyga (Frauenfußball) | 1.    | [ 4 ]  |
| 2001    | x    | x                      | x     | [ 5 ]  |
| 2002    | 1.   | A Lyga (Frauenfußball) | 3.    | [ 6 ]  |
| 2003    | 1.   | A Lyga (Frauenfußball) | 1.    | [ 7 ]  |
| 2004    | 1.   | A Lyga (Frauenfußball) | 2.    | [ 8 ]  |
| 2005    | 1.   | A Lyga (Frauenfußball) | 1.    | [ 9 ]  |
| 2006    | 1.   | A Lyga (Frauenfußball) | 1.    | [ 10 ] |
| 2007    | 1.   | A Lyga (Frauenfußball) | 1.    | [ 11 ] |
| 2008    | 1.   | A Lyga (Frauenfußball) | 1.    | [ 12 ] |
| 2009    | 1.   | A Lyga (Frauenfußball) | 1.    | [ 13 ] |
| 2010    | 1.   | A Lyga (Frauenfußball) | 1.    | [ 14 ] |
| 2011    | 1.   | A Lyga (Frauenfußball) | 1.    | [ 15 ] |
| 2012    | 1.   | A Lyga (Frauenfußball) | 1.    | [ 16 ] |
| 2013    | 1.   | A Lyga (Frauenfußball) | 1.    | [ 17 ] |
| 2014    | 1.   | A Lyga (Frauenfußball) | 1.    | [ 18 ] |
| 2015    | 1.   | A Lyga (Frauenfußball) | 1.    | [ 19 ] |
| 2016    | 1.   | A Lyga (Frauenfußball) | 1.    | [ 20 ] |
| 2017    | 1.   | A Lyga (Frauenfußball) | 1.    | [ 21 ] |
| 2018    | 1.   | A Lyga (Frauenfußball) | 1.    | [ 22 ] |
| 2019    | 1.   | A Lyga (Frauenfußball) | 1.    | [ 23 ] |
| 2020    | 1.   | A Lyga (Frauenfußball) | 1.    | [ 24 ] |
| 2021    | 1.   | A Lyga (Frauenfußball) | 1.    | [ 25 ] |
| 2022    | 1.   | A Lyga (Frauenfußball) | 1.    |        |
| 2023    | 1.   | A Lyga (Frauenfußball) | 1.    |        |
| 2024    | 1.   | A Lyga (Frauenfußball) | 1.    | [ 26 ] |

## Trainer (Auswahl)
- Rimantas Viktoravičius
- Darius Jankauskas
- Kalojan Petrow
- Ollipekka Ojala
- Steve Beeks (seit 2025)